# Per- und polyfluorierte Alkylverbindungen
Per- und polyfluorierte Alkylverbindungen (englisch per- and polyfluoroalkyl substances, abgekürzt PFAS) sind aliphatische organische Verbindungen, bei denen an mindestens einem Kohlenstoffatom die Wasserstoffatome am Kohlenstoffgerüst vollständig („Per-“) durch Fluoratome ersetzt worden sind. Die Stoffgruppe umfasst zwischen einigen Tausend und einigen Millionen Einzelstoffen. Da sie oder ihre Abbauprodukte in der Umwelt nur sehr schwer abbaubar (persistent) sind, werden sie auch Ewigkeitschemikalien genannt.
Einige PFAS stehen im Verdacht, krebserregend zu sein. Die jährlichen gesundheitsbezogenen Gesamtkosten im Zusammenhang mit der Exposition gegenüber PFAS wurden 2019 für die Länder des Europäischen Wirtschaftsraums (EWR) auf mindestens 52 bis 84 Milliarden Euro und für die Vereinigten Staaten im Jahr 2018 auf 6 bis 62 Milliarden USD geschätzt. Die jährlichen Gesamtkosten für Umweltscreening, Überwachung bei Kontamination, Wasseraufbereitung, Bodensanierung und Gesundheitsbewertung belaufen sich im EWR plus der Schweiz auf 821 Millionen bis 170 Milliarden Euro. Die American Water Works Association schätzt, dass es 370 Milliarden Dollar kosten würde, die PFAS aus dem US-Trinkwasser zu entfernen. Unter Berücksichtigung der gesellschaftlichen Kosten liegen die Kilogrammkosten für PFAS bei rund 18.700 €, während der durchschnittliche Marktpreis von PFAS bei rund 19 € pro Kilogramm liegt.

## Definition
Die OECD definiert PFAS wie folgt:
PFAS sind definiert als fluorierte Stoffe, die mindestens ein vollständig fluoriertes Methyl- oder Methylen-Kohlenstoffatom (ohne daran gebundene H/Cl/Br/I-Atome) enthalten, d. h. bis auf wenige bekannte Ausnahmen ist jeder Stoff mit mindestens einer perfluorierten Methylgruppe (–CF3) oder einer perfluorierten Methylengruppe (–CF2–) ein PFAS.
Historisch wurde die Bezeichnung perfluorierte Tenside (engl. fluorosurfactants, fluorinated surfactant oder perfluorinated alkylated substance) und die Abkürzung PFT genutzt, welche allerdings primär Perfluorsulfonsäuren (PFSA) und Perfluorcarbonsäuren (PFCA) mit den beiden Leitsubstanzen Perfluoroctansulfonat (PFOS) und Perfluoroctansäure (PFOA) umfassten. Ebenfalls nur noch wenig gebräuchlich ist die Abkürzung PFC, die für „per- und polyfluorierte Chemikalien“ steht.

## Geschichte
Auf Grundlage neuer Erkenntnisse in der aliphatischen Fluorchemie, die besonders auf die Arbeiten der Chemiker Henri Moissan, Lucius A. Bigelow und Wilhem Bockemüller im Zeitraum ab 1886 zurückzuführen sind, wurden in den darauffolgenden Jahrzehnten bis zum Beginn des Ersten Weltkrieges (1914) weitere Fortschritte vor allem durch den belgischen Chemiker Frédéric Swarts erzielt. Diesem gelang ein Durchbruch bei der Synthese von Polyfluorverbindungen mithilfe der Verwendung von Antimon(III)-fluorid als Fluorierungsreagenz. Swarts untersuchte die Einführung von C-F-Bindungen systematisch im Zusammenhang mit verschiedensten Polyhalogenverbindungen und charakterisierte viele der erhaltenen Produkte bezüglich ihrer physikalischen und chemischen Eigenschaften.
Thomas Midgley, der 1928 für die Frigidaire Corporation in den USA arbeitete, testete bei der Suche nach neuen Kältemitteln für Kühlschränke den Einsatz von Dichlordifluormethan, welches von Swarts zuvor charakterisiert wurde und aufgrund seines Siedepunktes eine geeignete, nicht-toxische und nicht-flammbare Alternative zu damals gängigen Kältemitteln wie Ammoniak oder Schwefeldioxid darstellte. Der Erfolg dieser neuen Entdeckung führte zu einem schnellen Wachstum der Zahl von kommerziell erhältlichen Fluorchlorkohlenwasserstoffen (FCKWs), die in den 1930er Jahren vor allem unter dem Markennamen Freons aus einer Kooperation von Frigidaire und Du Pont entstanden und vertrieben wurden.
Gegen Ende der 1930er Jahre beschäftigte sich Roy Plunkett als Chemiker bei Du Pont mit der Synthese neuartiger Kältemittel auf Basis von Fluoralkylverbindungen. Per Zufall stieß Plunkett bei der Dechlorierung von Freon 114 mithilfe von Zink auf wenige Gramm eines weißen Pulvers, welches sich als Polytetrafluorethylen (PTFE) herausstellte. Das während der Reaktion intermediär gebildete Tetrafluorethen wurde als Monomer identifiziert und weitere Forschung sowie Optimierung der Polymerisation mündeten letztendlich 1948 in der Kommerzialisierung von PTFE durch Du Pont unter dem Markennamen Teflon. Zuvor hatte PTFE, aufgrund seiner hohen Beständigkeit gegenüber der Korrosivität von Uranhexafluorid, bereits Anwendung bei der Uran-Anreicherung im Rahmen des Manhattan-Projekts gefunden. Im alltäglichen Gebrauch wird das Polymer wegen seiner geringen Oberflächenspannung und guten Hitzebeständigkeit als Antihaftbeschichtung für Pfannen und Töpfe verwendet.
In der gegenwärtigen Forschung wird der Einsatz von PTFE in Pfannenbeschichtungen u. ä. zunehmend kritisch gesehen. Hohe Temperaturen begünstigen die Entstehung möglicherweise krebserregender sowie die Freisetzung akut toxischer Verbindungen. Aufgrund ihrer hohen Beständigkeit werden PFAS auch als Ewigkeitschemikalien betitelt, deren Auswirkungen auf die Umwelt und den Menschen durch die Wissenschaft noch nicht vollständig verstanden sind.
Moderne Methoden zur Darstellung von nicht-polymeren perfluorierten Alkylverbindungen beinhalten die elektrochemische Fluorierung mit Fluorwasserstoff sowie die Fluortelomerisierung.

## Vorkommen
PFAS haben keine natürliche Quelle. Sie werden industriell hergestellt und in einer Vielzahl von Produkten verwendet. Viele PFAS reichern sich in der Umwelt sowie im menschlichen und tierischen Gewebe an. In Nahrungsmitteln wurden insbesondere in Fisch, Fleisch und Erzeugnissen daraus sowie in geringerem Umfang auch in Eiern und Milchprodukten messbare PFAS-Gehalte gefunden. Die höchsten Gehalte werden in Innereien nachgewiesen. Die PFAS-Aufnahme über pflanzliche Nahrungsmittel lässt sich nicht sicher beurteilen: Dort liegt die Menge oft unter der Nachweisgrenze, es liegen aber auch insgesamt weniger Gehaltdaten vor.
Laut OECD gibt es mindestens 4730 verschiedene PFAS mit mindestens drei aufeinanderfolgenden perfluorierten Kohlenstoffatomen (–CF2CF2CF2–) oder einer Perfluoralkylethergruppe (–CF2OCF2–) im Molekül. Das CompTox Chemicals Dashboard der US EPA enthält 14735, PubChem sogar knapp 7 Millionen PFAS. Über 1400 PFAS konnten mehr als 200 unterschiedlichen Anwendungen zugeordnet werden.

## Einteilung
Übersicht über die wichtigsten Gruppen von PFAS:

Perfluoroctansulfonsäure

Perfluoroctansäure

| Per- und polyfluorierte Alkylverbindungen (PFAS) |  |                |  |                                  |  |                                      |  |                                             |
|                                                  |  | Nicht-Polymere |  |                                  |  |                                      |  |                                             |
|                                                  |  |                |  |                                  |  |                                      |  |                                             |
|                                                  |  |                |  | Perfluorierte Alkylverbindungen  |  |                                      |  |                                             |
|                                                  |  |                |  |                                  |  |                                      |  |                                             |
|                                                  |  |                |  |                                  |  | Perfluoralkylsäuren (PFAA)           |  |                                             |
|                                                  |  |                |  |                                  |  |                                      |  |                                             |
|                                                  |  |                |  |                                  |  |                                      |  | Perfluorcarbonsäuren (PFCA)                 |
|                                                  |  |                |  |                                  |  |                                      |  |                                             |
|                                                  |  |                |  |                                  |  |                                      |  | Perfluorsulfonsäuren (PFSA)                 |
|                                                  |  |                |  |                                  |  |                                      |  |                                             |
|                                                  |  |                |  |                                  |  |                                      |  | Perfluorphosphonsäuren (PFPA)               |
|                                                  |  |                |  |                                  |  |                                      |  |                                             |
|                                                  |  |                |  |                                  |  | Perfluoralkylethersäuren (PFEA)      |  |                                             |
|                                                  |  |                |  |                                  |  |                                      |  |                                             |
|                                                  |  |                |  |                                  |  |                                      |  | Perfluoralkylethercarbonsäuren (PFECA)      |
|                                                  |  |                |  |                                  |  |                                      |  |                                             |
|                                                  |  |                |  |                                  |  |                                      |  | Perfluoralkylethersulfonsäuren (PFESA)      |
|                                                  |  |                |  |                                  |  |                                      |  |                                             |
|                                                  |  |                |  | Polyfluorierte Alkylverbindungen |  |                                      |  |                                             |
|                                                  |  |                |  |                                  |  |                                      |  |                                             |
|                                                  |  |                |  |                                  |  | Fluortelomere                        |  |                                             |
|                                                  |  |                |  |                                  |  |                                      |  |                                             |
|                                                  |  |                |  |                                  |  |                                      |  | Fluortelomercarbonsäuren (FTCA)             |
|                                                  |  |                |  |                                  |  |                                      |  |                                             |
|                                                  |  |                |  |                                  |  |                                      |  | Fluortelomersulfonsäuren (FTSA)             |
|                                                  |  |                |  |                                  |  |                                      |  |                                             |
|                                                  |  |                |  |                                  |  |                                      |  | Fluortelomeralkohole (FTOH)                 |
|                                                  |  |                |  |                                  |  |                                      |  |                                             |
|                                                  |  |                |  |                                  |  | Perfluoralkansulfonamidoverbindungen |  |                                             |
|                                                  |  |                |  |                                  |  |                                      |  |                                             |
|                                                  |  |                |  |                                  |  |                                      |  | Perfluoralkansulfonamide (FASA)             |
|                                                  |  |                |  |                                  |  |                                      |  |                                             |
|                                                  |  |                |  |                                  |  |                                      |  | Perfluoralkansulfonamidoethanole (FASE)     |
|                                                  |  |                |  |                                  |  |                                      |  |                                             |
|                                                  |  |                |  |                                  |  |                                      |  | Perfluoralkansulfonamidoessigsäuren (FASAA) |
|                                                  |  |                |  |                                  |  |                                      |  |                                             |
|                                                  |  | Polymere       |  |                                  |  |                                      |  |                                             |
|                                                  |  |                |  |                                  |  |                                      |  |                                             |
|                                                  |  |                |  | Fluorpolymere                    |  |                                      |  |                                             |
|                                                  |  |                |  |                                  |  |                                      |  |                                             |
|                                                  |  |                |  | Perfluorpolyether (PFPE)         |  |                                      |  |                                             |
|                                                  |  |                |  |                                  |  |                                      |  |                                             |
|                                                  |  |                |  | Seitenketten-fluorierte Polymere |  |                                      |  |                                             |
|                                                  |  |                |  |                                  |  |                                      |  |                                             |

### Nicht-Polymere
| Perfluoralkylsäuren |                                  |                                      |                        |
| Name                | Perfluorcarbonsäuren             | Perfluorsulfonsäuren                 | Perfluorphosphonsäuren |
| Halbstrukturformel  | CnF(2n+1)COOH                    | CnF(2n+1)SO3H                        | CnF(2n+1)PO3H2         |
| n = 1               | Trifluoressigsäure (TFA)         | Trifluormethansulfonsäure (TFMS)     |                        |
| 2                   | Perfluorpropansäure (PFPrA)      | Perfluorethansulfonsäure (PFEtS)     |                        |
| 3                   | Perfluorbutansäure (PFBA)        | Perfluorpropansulfonsäure (PFPrS)    |                        |
| 4                   | Perfluorpentansäure (PFPeA)      | Perfluorbutansulfonsäure (PFBS)      |                        |
| 5                   | Perfluorhexansäure (PFHxA)       | Perfluorpentansulfonsäure (PFPeS)    |                        |
| 6                   | Perfluorheptansäure (PFHpA)      | Perfluorhexansulfonsäure (PFHxS)     |                        |
| 7                   | Perfluoroctansäure (PFOA)        | Perfluorheptansulfonsäure (PFHpS)    |                        |
| 8                   | Perfluornonansäure (PFNA)        | Perfluoroctansulfonsäure (PFOS)      |                        |
| 9                   | Perfluordecansäure (PFDA)        | Perfluornonansulfonsäure (PFNS)      |                        |
| 10                  | Perfluorundecansäure (PFUnDA)    | Perfluordecansulfonsäure (PFDS)      |                        |
| 11                  | Perfluordodecansäure (PFDoDA)    | Perfluorundecansulfonsäure (PFUnDS)  |                        |
| 12                  | Perfluortridecansäure (PFTrDA)   | Perfluordodecansulfonsäure (PFDoDS)  |                        |
| 13                  | Perfluortetradecansäure (PFTeDA) | Perfluortridecansulfonsäure (PFTrDS) |                        |

- Perfluorsulfonylfluoride (Perfluoralkansulfonylfluoride), wie Perfluorbutansulfonylfluorid und Perfluoroctansulfonylfluorid
- Perfluoralkyliodide, wie Perfluorbutyliodid, Perfluorpropyliodid, Perfluorhexyliodid und Perfluordecyliodid
- Perfluoralkylether, wie Perfluor(methylvinylether) und Perfluor(ethylvinylether)[26]

### Polymere
Fluorpolymere
- Polytetrafluorethylen (PTFE) = Teflon
- Polyvinylidenfluorid (PVDF)
- Fluoriertes Ethylenpropylen
- Perfluoralkoxypolymer (PFA)

Seitenkettenfluorierte Polymere
- Fluorierte Methylacrylpolymere (Fluortelomeracrylat (FTA))
(aus dem Monomer Methyl-2-fluoracrylat: C4H5FO2 (EG-Nummer: 607-233-2)[27])
- Fluorierte Urethanpolymere
- Fluorierte Oxetanpolymere

Weitere Polymere
- Perfluorpolyether (PFPE)

## Chemische Eigenschaften
PFAS weisen eine hohe thermische und chemische Stabilität auf. Die Kohlenstoffkette der Verbindungen ist hydrophob, während die oft vorhandene Kopfgruppe hydrophile Eigenschaften aufweist. Aus diesem amphiphilen Charakter resultiert die Verwendung als Tensid. Im Gegensatz zu den üblichen Tensiden hat die perfluorierte Kohlenstoffkette zudem einen lipophoben Charakter. Sie weist also neben Wasser auch Öl, Fette und andere unpolare Verbindungen sowie Schmutzpartikel ab.
Die Verbindungen zersetzen sich nur bei hohen Temperaturen von bis zu 400 °C oder in Lösung in überkritischem Wasser bei Temperaturen von über 374 °C und einem Druck von mindestens 22,1 MPa (221 bar) und dem Zusatz eines Oxidationsmittels (supercritical water oxidation, SCWO). Einen deutlich niedrigeren Energiebedarf verspricht ein elektrochemisches Oxidationsverfahren. Auch dieses Verfahren befindet sich noch in der Entwicklung.
Im Jahr 2022 wurde eine Methode veröffentlicht, die bei milder Hitze von 80 bis 120 Grad Celsius im Lösungsmittel Dimethylsulfoxid in Reaktion mit Natriumhydroxid zu einer Zersetzung bei einigen der Verbindungen führte.

## Herstellung
Zur Herstellung perfluorierter Tenside werden in der industriellen Synthese meist die Verfahren der elektrochemischen Fluorierung (ECF) nach Simons (1941) oder der Fluortelomerisierung angewandt. Jährlich werden mehrere tausend Tonnen PFAS hergestellt; das Land mit der größten Produktionsmenge sind die USA (Stand: 2005).
Für Belgien wurde ein Verbrauch von rund 1000 t/Jahr Perfluoralkylsäuren und Vorläufer, rund 2000 t/Jahr F-Gase sowie rund 4000 t/Jahr polymere PFAS geschätzt.
Für Dänemark wurde ein Verbrauch von rund 300 t/Jahr Perfluoralkylsäuren und Vorläufer, 660 t/Jahr TFA und Vorläufer sowie rund 1700 t/Jahr polymere PFAS geschätzt.

## Verwendung
Die Verbindungen werden in der Textilindustrie zur Herstellung wasserabweisender, atmungsaktiver Textilien (Funktionstextilien) und in der Papierindustrie zur Herstellung von schmutz-, fett- und wasserabweisenden Papieren verwendet. Als Zusatz von Feuerlöschschäumen, wie AFFF, dienen sie zur Ausbildung eines dünnen Wasserfilms zwischen Brennstoff und Schaum und verbessern so die Ausbreitungseigenschaften des Schaums. Weitere Einsatzgebiete sind die Fotoindustrie, die Luftfahrt und die galvanische Industrie. Sie können auch Bestandteil von Schmier- und Imprägniermitteln sein. Bei der Herstellung der Fluorpolymere PTFE (Polytetrafluorethylen, „Teflon“) und PVDF (Polyvinylidenfluorid) wird PFOA als Emulgator eingesetzt. Bei dieser Anwendung tritt PFOA als Prozessemission und als Verunreinigung in Endprodukten auf. PFAS sind unter anderem ein Bestandteil von gewissen Skiwachsen.
Im bluesign-System, welches für eine nachhaltige Herstellung von Textilien eintritt und umweltbelastende Stoffe aus dem Fertigungsprozess ausschließt, sind zahlreiche PFAS in der Negativliste enthalten, darunter Perfluoralkylsulfonate, Perfluorcarboxylate und Fluortelomerverbindungen.
Zumindest in den USA enthalten viele Kosmetika PFAS. Laut OECD wurden PFAS einer Reihe von Kosmetika und Körperpflegeprodukten zugesetzt, darunter Lotionen, Reiniger, Nagellacke, Rasiercremes, Lippenprodukte, Augenprodukte, Haarprodukte, Grundierungen und Puder. Es gibt jedoch einen Trend zur Substituierung von PFAS in diesen Produkten. Neuseeland beschloss, PFAS ab 2027 in kosmetischen Produkten zu verbieten.
Bambus- und Papiertrinkhalme, die als Ersatz für Trinkhalme aus Plastik verwendet werden, enthalten teilweise PFAS, sogar solche, die als biologisch abbaubar ausgewiesen sind. Kompost aus als kompostierbar vermarktetem Essgeschirr enthält entsprechend auch höhere PFAS-Konzentrationen als anderer Kompost.

## Analytik
Angesichts der Vielzahl der Verbindungen können zur zuverlässigen qualitativen und quantitativen Bestimmung der Stoffe nach angemessener Probenvorbereitung nur sehr leistungsfähige Trennverfahren, wie die HPLC in Kopplung mit der Massenspektrometrie eingesetzt werden. Die Analysemethoden für bestimmte PFAS in Wasser und Lebensmitteln haben sich in den letzten Jahren hinsichtlich ihrer Empfindlichkeit und Selektivität allgemein verbessert, z. B. um die Einhaltung von gesetzlichen Grenzwerten zu überprüfen. Empfindliche und genaue gezielte Methoden, bei denen isotopenmarkierte interne Standards verwendet werden, decken jedoch immer noch nur gut fünfzig PFAS ab, hauptsächlich Perfluorcarbonsäuren und Perfluorsulfonsäuren mit vier oder mehr Kohlenstoffatomen.
Summenparameter-Methoden, etwa zur Bestimmung des gesamten organischen Fluors (z. B. adsorbierbares organisches Fluor (AOF), extrahierbares organisches Fluor (EOF)), der TOP-Assay und der Hydrolyse-Assay, werden in größerem Umfang in verschiedenen Matrices eingesetzt, um den Anteil der PFAS zu quantifizieren, der nicht durch typische gezielte Analysen erfasst wird. Die Vergleichbarkeit der Resultate unterschiedlicher Methoden ist mitunter nicht gewährleistet.

## Umwelt- und Gesundheitsaspekte
PFAS sind unter Umweltbedingungen nicht bzw. nur über sehr lange Zeiträume vollständig abbaubar. Zudem werden jene PFAS, die zunächst eine etwas geminderte Stabilität aufweisen, durch Umweltprozesse wie Hydrolyse, Oxidation, Reduktion, Decarboxylierung und Hydroxylierung nicht etwa abgebaut, sondern in extrem stabile PFAS umgewandelt. So werden nicht vollständig fluorierte Verbindungen wie etwa Fluortelomere inklusive Fluortelomeralkohole oder Perfluoralkylsulfonamide (z. B. Perfluoroctansulfonamid) in Perfluorcarbonsäuren bzw. Perfluorsulfonsäuren umgewandelt, die eine extrem hohe Persistenz aufweisen.

Bei Seitenketten-fluorierten Polymeren können Fluortelomere durch Hydrolyse vom Polymerrückgrat abgelöst und zu Perfluorcarbonsäuren umgewandelt werden (vereinfachte Darstellung).

Diese Persistenz führt zusammen mit ihrer Mobilität dazu, dass viele PFAS mittlerweile weltweit verbreitet sind. So wurden sie etwa in der Leber von Eisbären, in Muttermilch und im Blut nahezu aller Menschen nachgewiesen. Auch im Blut von Hauskatzen wurden diverse PFAS gefunden.
PFOS ist deutlich bioaffiner als PFOA; daher ist ersteres in biologischen Proben vorherrschend, während in den Ozeanen letzteres dominiert. In der Luft werden dagegen immer häufiger Fluortelomeralkohole nachgewiesen. Sie sind besonders für die Bildung von Perfluorcarbonsäuren wie z. B. PFOA bedeutsam.
Gewisse PFAS sind für Menschen und Tiere toxisch und stehen wie PFOS im Verdacht, Krebs und zahlreiche andere gesundheitliche Auswirkungen zu verursachen. PFOA ist laut IARC krebserzeugend im Menschen. Im Körper reichern sich perfluorierte Tenside im Blut und im Organgewebe an und werden nur langsam ausgeschieden (beim Menschen in 2,7 Jahren etwa um die Hälfte bei PFOA, bei PFOS in etwa 4,7 Jahren). Nach oraler Aufnahme erfolgt die Resorption in den menschlichen Stoffkreislauf schnell und nahezu vollständig. Art und Geschwindigkeit der Ausscheidung hängen stark von der Kettenlänge der PFAS-Moleküle ab. Bei den untersuchten kurzkettigen PFAS beträgt die Halbwertszeit im Blut nur wenige Stunden. Sie werden über die Nieren im Urin ausgeschieden. Langkettige PFAS verbleiben über Jahre im Körper und verlassen ihn nur in kleinen Mengen über den Darm mit dem Stuhl. Erste Nachweise im Blut von Chemiearbeitern wurden in den 1960er-Jahren erbracht. Erst im Jahre 2001 wurden entsprechend empfindliche Messmethoden veröffentlicht, die auch den Nachweis von PFAS-Belastungen in der Allgemeinbevölkerung ermöglichten. Im Jahre 2006 wurden einzelne Vertreter der PFAS in Niedersachsen in der Muttermilch nachgewiesen.
PFAS stehen im Verdacht, die Schilddrüsenhormone zu beeinflussen und dadurch zu neurologischen Entwicklungsstörungen beizutragen.
In einer Region Italiens mit durch PFAS kontaminiertem Trinkwasser wurden bei beiden Geschlechtern statistisch signifikant höhere Sterblichkeitsraten insgesamt und spezifisch für Diabetes mellitus, zerebrovaskuläre Erkrankungen, Herzinfarkt und Alzheimer-Krankheit festgestellt.

Gesundheitliche Auswirkungen der Exposition gegenüber PFAS

### PFAS an Meeresküsten

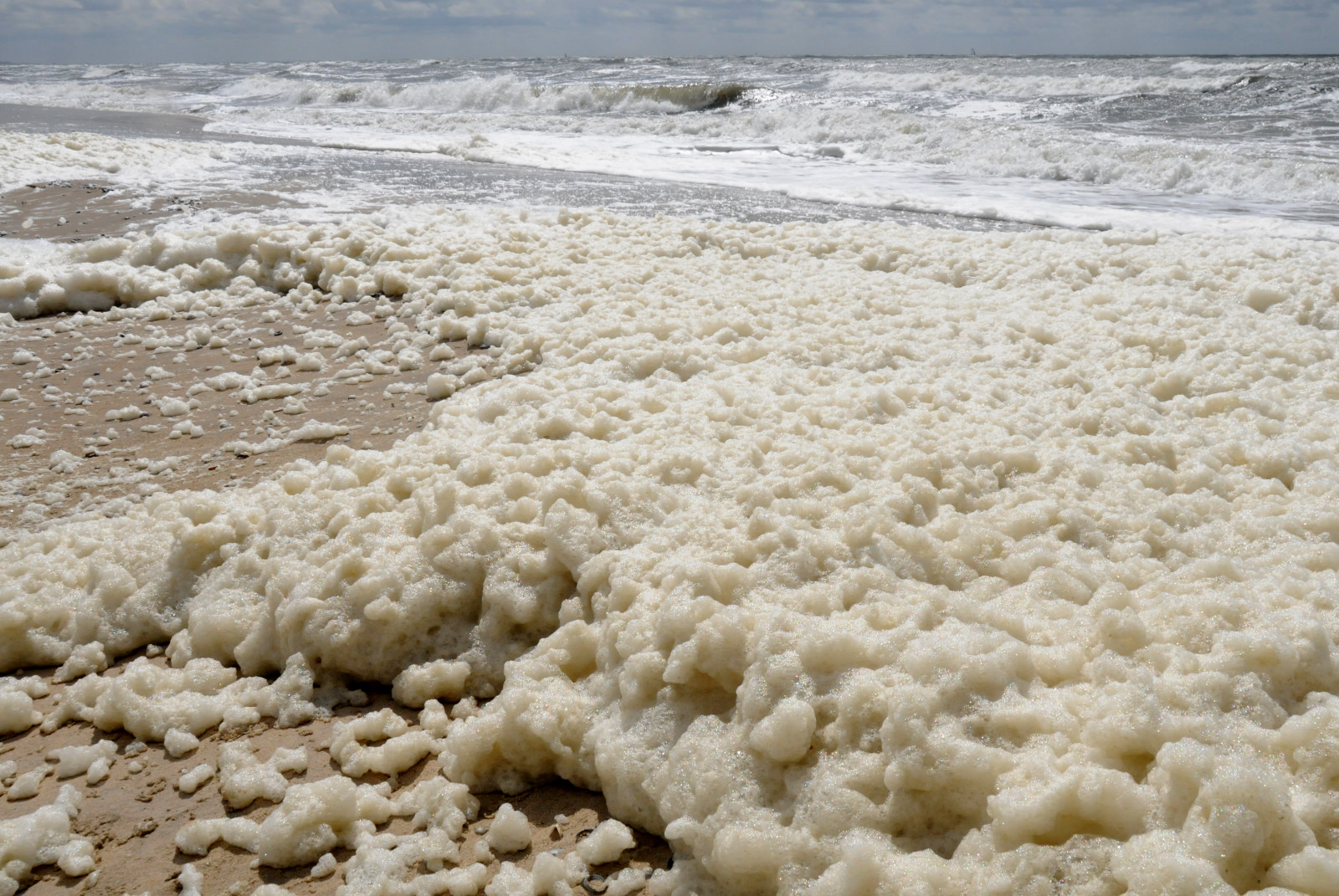
Algenschaum an der niederländischen Nordseeküste

Im Februar 2025 wurde an den Badeorten an der niederländischen, deutschen und dänischen Nordseeküste sowie an den deutschen Badeorten der Ostseeküste im Algenschaum am Strand PFAS-Konzentrationen von bis zu 160.000 Nanogramm pro Liter gemessen, dies entspricht dem 4000-fachen des dänischen Grenzwerts für Badegewässer von 40 Nanogramm pro Liter. Ein deutscher Grenzwert wurde bislang nicht erlassen. Die niederländischen und dänischen Behörden haben Warnungen ausgesprochen, empfehlen, den Kontakt mit Algenschaum zu vermeiden und erklären, wie man sich nach dem Strandbesuch dekontaminiert. Greenpeace-Deutschland warnt vor Gesundheitsschäden, falls Algenschaum mit der Haut in Berührung komme, als Aerosol eingeatmet oder sogar versehentlich verschluckt würde, insbesondere von Kindern.

### PFAS in deutschen Gewässern

#### Baden-Württemberg
In der Umgebung von Rastatt (Baden-Württemberg) sind 480 Hektar ehemaliger Ackerflächen mit PFAS kontaminiert. Die Verunreinigung wurde 2013 festgestellt und ist vermutlich durch die langjährige Ausbringung von Kompost, vermischt mit Schlämmen aus der Papierproduktion, die mit verschiedenen Vorläufersubstanzen verunreinigt sind, verursacht worden. Im Laufe der Zeit wurden die aufgebrachten Verbindungen zu PFAA abgebaut und diese auch in Pflanzen angereichert. Vom Anbau stark anreichernder Kulturen wie bspw. Spargel und Erdbeeren auf den betroffenen Feldern wird abgeraten. Mit der Zeit wurden die mobilen PFAA auch in das Grundwasser ausgewaschen, und als Folge der dadurch verursachten Trinkwasserkontamination wurden erhöhte PFAS-Gehalte im Blut der lokalen Bevölkerung nachgewiesen. Das Ausmaß der Kontamination wurde lange nicht erkannt. Schätzungen, die alle negativen Umweltauswirkungen und sozioökonomischen Kosten berücksichtigen, die aus der Kontamination resultieren, liegen nicht vor, aber nach Angaben des Wasserwerks belaufen sich allein die Kosten für die Wasseraufbereitung mit Aktivkohlefiltern auf mehrere Millionen Euro. Es sind immer noch hohe Konzentrationen von bereits identifizierten sowie vermutlich von noch unbekannten PFAA-Vorläuferverbindungen im Boden enthalten, so dass keine ausreichend sichere Prognose für die Entwicklung der Kontamination abgeleitet werden kann.

#### Bayern
Auffällige PFAS-Gehalte wurden im Jahr 2006 auch in Südostoberbayern unterhalb der wasserrechtlich genehmigten Einleitung aus dem Industriepark Werk Gendorf in die Alz gemessen (Summe analysierter PFAS etwa 8 µg/l, davon PFOA 7,5 µg/l). Entsprechend der weiteren Verdünnung wurden für PFOA stromabwärts am Inn und an der Donau noch Konzentrationen von 0,1 bzw. 0,05 µg/l gemessen.
Für den Baubeginn der Nordanbindung des Nürnberger Flughafens an die Autobahn A3 (Bundesstraße 4f) mit Untertunnelung der Start- und Landebahn hat die Regierung von Mittelfranken in ihrer Planfeststellung vom 15. Februar 2012 zur Auflage gemacht, dass der Bau keinen Einfluss auf die im Flughafenbereich gefundenen, nicht näher definierten PFAS-Rückstände hat. Die beim Tunnelbau vorgesehene Absenkung des Grundwasserspiegels um 22 Meter erfordert umfangreiche Wasserumleitungsmaßnahmen. Damit ist eine Verfrachtung der im Boden befindlichen PFAS-Rückstände nicht auszuschließen. Diese entstanden durch Versickerung von Löschschaum bei Feuerwehrübungen auf dem Flughafengelände. Da zunächst Verfahren zur Beseitigung der Stoffe im Boden gefunden und erprobt werden müssen, kann sich der Baubeginn um viele Jahre verzögern.
2012 wurden auch im Badesee Stoibermühle nördlich des Flughafens München sowie im Lindacher See nördlich des Fliegerhorstes Ingolstadt/Manching erhöhte Werte von PFOS nachgewiesen.
Auf dem Gelände des Allgäu Airports Memmingen wurden an verschiedenen Grundwassermessstellen Verunreinigungen mit PFAS festgestellt. Diese stammen aus dem Löschschaum, der v. a. bei Feuerlöschübungen freigesetzt wurde. Beim Abbau des Feuerlöschbeckens wurde PFAS-belastetes Erdreich in anderen Bereichen des ehemaligen Fliegerhorstes verbracht. Die Verunreinigungen wurden später auch in der Trinkwasserfassung der Nachbargemeinde Ungerhausen festgestellt.
Im Fliegerhorst Landsberg/Lech wurden in einem Feuerlöschbecken ebenfalls Löschübungen mit PFAS-haltigem Löschschaum durchgeführt. Im Sediment des Beckens wurden 776,4 µg/kg PFCA und 3603 µg/kg PFSA gemessen (keine Angabe, ob auf Trocken- oder Frischgewicht referenziert). Der Gutachter rechnet mit Sanierungskosten durch Ausbau und Entsorgung in der Höhe von 4–6 Mio. €. Auch dort gelangten die Stoffe in das Trinkwasser: „Sofort nach Bekanntwerden erhöhter Werte von perfluorierten Chemikalien (PFC) im Trinkwasser der sieben Quellen in Untermühlhausen … wurde … die Einspeisung des Trinkwassers in das Versorgungsnetz der angeschlossenen Gemeinden und Gemeindeteilen (Untermühlhausen, Epfenhausen, Weil, Geretshausen, Petzenhausen, Beuerbach, Pestenacker, Mangmühle, Adelshausen) beendet.“

#### Bremen und Niedersachsen
2019 wurden Fische aus der Ochtum auf PFAS untersucht. Auf Grund der starken Belastung mit PFOS wurde vom Verzehr der Fische abgeraten.

#### Nordrhein-Westfalen

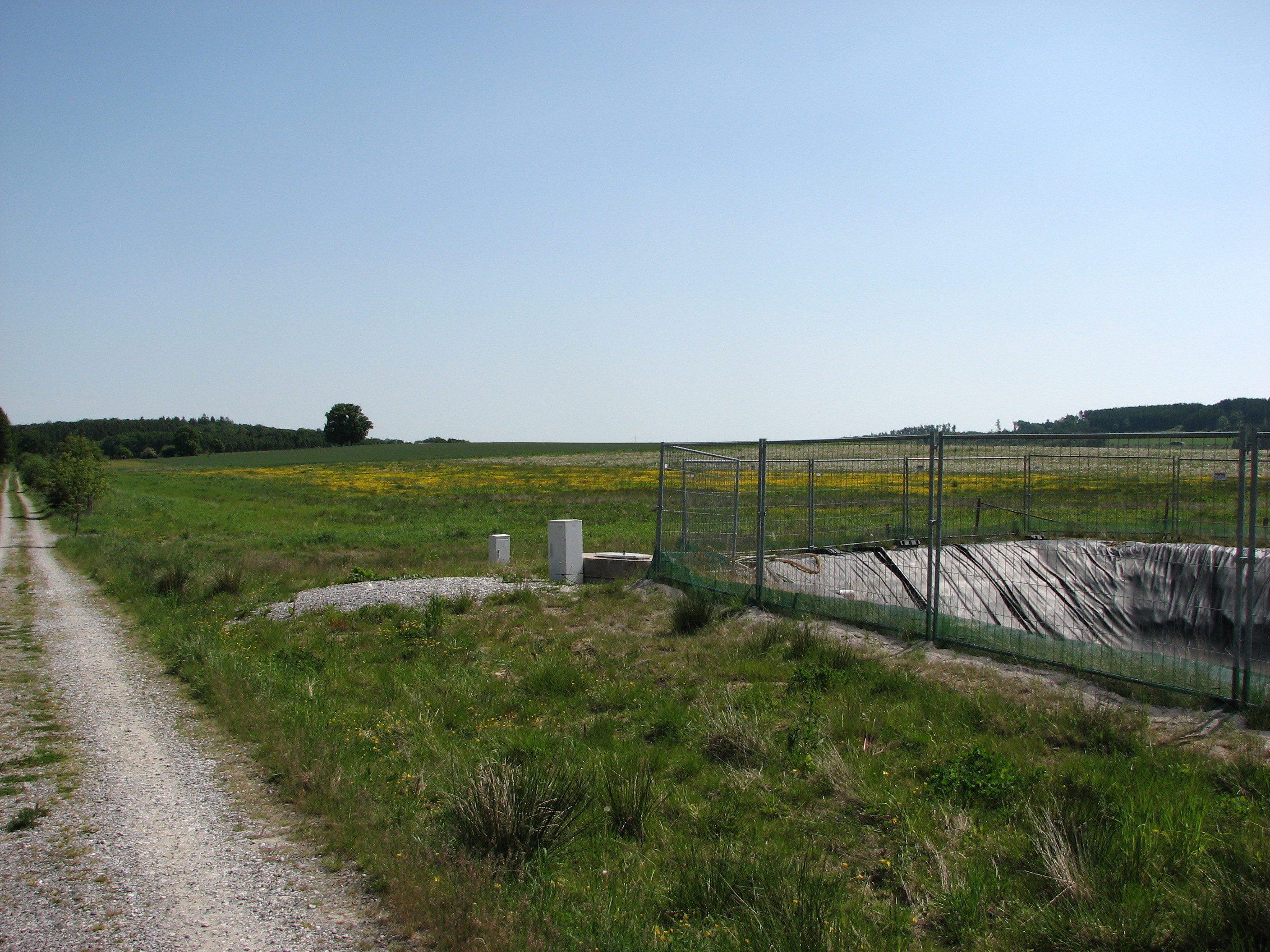
Drainage der mit PFAS belasteten Fläche bei Scharfenberg (2009)

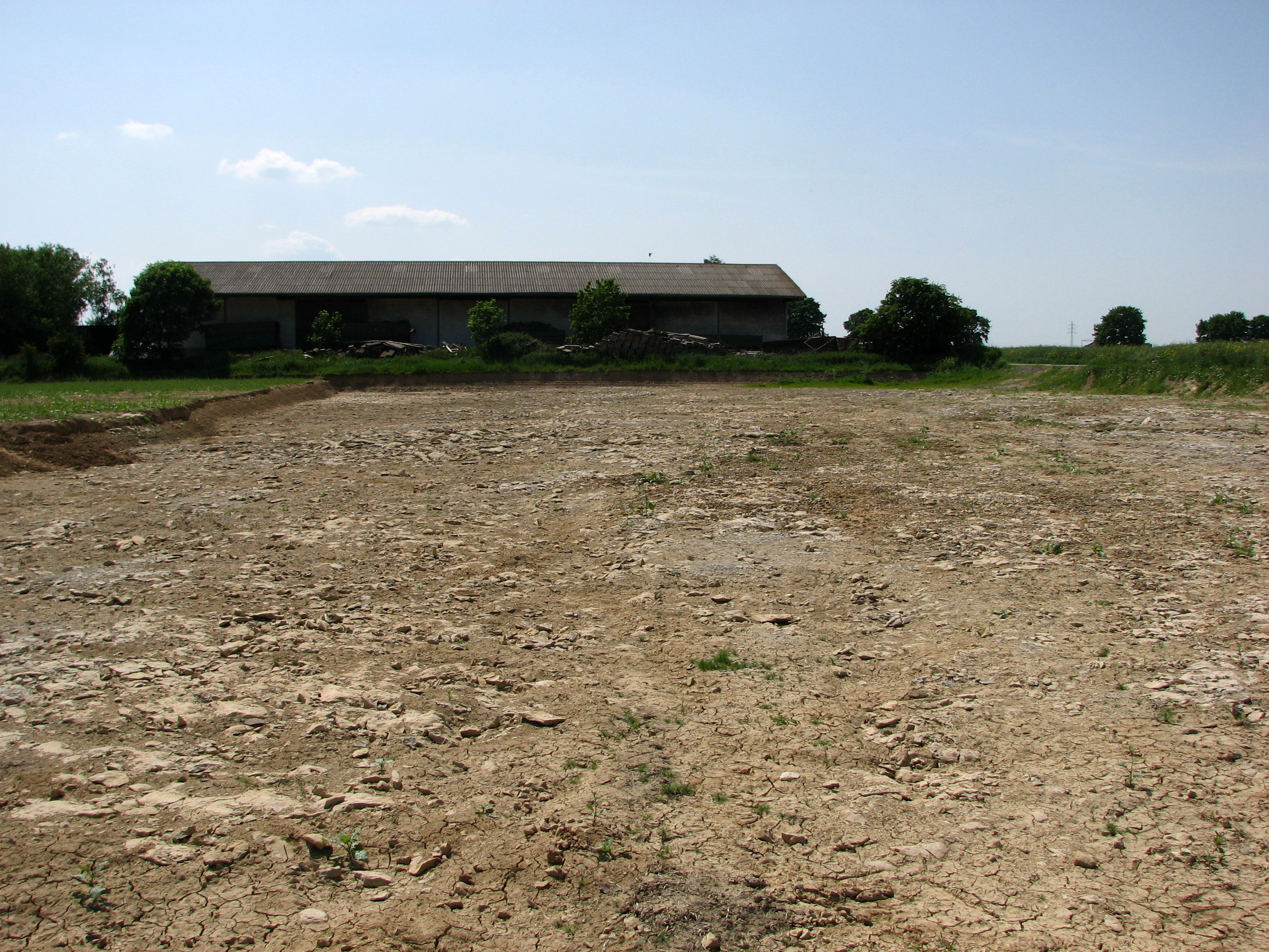
Feld in Rüthen, nach dem Abtragen des Oberbodens (2009)

Im März 2006 wurden im Rahmen einer Studie des Instituts für Hygiene und Öffentliche Gesundheit (IHÖG) an der Universität Bonn zum Vorkommen ausgewählter PFCA und PFSA in unterschiedlichen Oberflächenwässern in Deutschland erhöhte Konzentrationen in der Ruhr und anschließend auch in der Möhne nachgewiesen. Grund für diese Untersuchung war eine Testreihe bezüglich hoher PFAS-Konzentrationen in Gewässern in den USA; die deutschen Forscher wollten deutsche Böden ebenfalls nach dem Stoff untersuchen, um die Trinkwasserqualität zu überprüfen. Im Stadtteil Arnsberg-Neheim wurde im Trinkwasser eine Konzentration von 0,56 µg/l gefunden, die Trinkwasserkommission des Umweltbundesamts strebt einen Wert von 0,1 µg/l an. Es stellte sich heraus, dass die Belastung von aus Industrieabfällen hergestelltem Dünger herrührte, der auf im Einzugsgebiet der Flüsse liegenden Feldern ausgebracht wurde. Einige Flächen wurden in der Folge saniert. Je nach Kontaminationsgrad und Geologie des Untergrunds entschied man sich für eine Drainage mit anschließender Aktivkohlebehandlung des Sickerwassers oder für die Abtragung und Deponierung des Oberbodens (siehe Bilder).
Im November 2006 zeigten Untersuchungen an der Kläranlage in Rhede, dass im Zulauf der Kläranlage hohe Gehalte verschiedener PFAS im Abwasser vorhanden sind. Auch im Ablauf der Kläranlage wurden noch deutlich erhöhte Konzentrationen gemessen. Diese Untersuchungen lassen vermuten, dass sich manche PFAS im Klärschlamm anreichern.
Auf Grund der breiten Anwendung gelangen perfluorierte Tenside auch über kommunale Kläranlagen in die Umwelt und sind insbesondere unterhalb von Siedlungsschwerpunkten an vergleichsweise abflussschwachen Vorflutern aufspürbar. Ein Beispiel dafür ist die Itter unterhalb von Solingen, in der bis zu 0,7 µg/l „PFT“ (keine Nennung der nachgewiesenen Verbindung(en)) nachgewiesen wurden.
Harald Friedrich, damals zuständiger Abteilungsleiter im Umweltministerium, schlug aufgrund der möglichen Vorbelastung des Ruhrwassers vor, die Aufbereitung des daraus gewonnenen Trinkwassers in den Wasserwerken an der Ruhr durch weitere Maßnahmen grundsätzlich zu verbessern.
In der Ruhr bei Essen wurde für die Summe von PFOA und PFOS im Jahresmittel 2009 eine Fracht von 0,044 µg/l ermittelt. Damit nahm die mittlere Tagesfracht an der Ruhrmündung im Vergleich mit 2007 um insgesamt 59 Prozent ab.

#### Rheinland-Pfalz
Im Umfeld des Flugplatzes Bitburg ergaben PFAS-Messungen zwischen 2012 und 2015 in einigen südlich und östlich liegenden Gewässern stark erhöhte PFOS-Werte, teilweise über 3,4 µg/l.
Am Flughafen Frankfurt-Hahn wurden regelmäßige Untersuchungen seit 2014 durchgeführt. Dort wurde bei Brühlbach bei Hahn ein Maximalwert von ca. 9,2 µg/l PFOS gemessen. In den Rückhaltebecken der Ostseite des Flughafengeländes und in den unterhalb liegenden Gewässern wurden Konzentrationen von maximal 1,1 µg/l PFOS gemessen. Westlich gelegene Gewässer enthielten geringere Konzentrationen von max. 0,23 µg/l PFOS. Bodenuntersuchungen im Bereich des ehemaligen Feuerlöschübungsbeckens zeigten im Tiefenbereich eine deutliche PFC-Belastung insbesondere durch PFOS, PFOSA und PFHxS.
Weitere erhöhte PFOS-Gehalte wurden in einigen Gewässern um den Flugplatz Büchel und der Air Base Spangdahlem festgestellt.

#### Saarland
Eine erhöhte PFAS-Belastung durch einen Löschmitteleintrag wurde in einem Fischweiher und Vorfluter festgestellt. Dies konnte in St. Wendel im Saarland nach einem „normalen“ Löscheinsatz beobachtet werden.

### PFAS-Schadensfälle in Österreich

#### Niederösterreich
Betreffend die Verunreinigung mit PFAS wurde 2022 eine Grundwasser-Landkarte mit zahlreichen Messstellen in ganz Österreich erstellt. Darin sind auch mehrere Hotspots in Niederösterreich verzeichnet, unter anderem im Tullnerfeld.

#### Oberösterreich
Die Gemeinde Leonding informierte im Dezember 2022 darüber, dass das Trinkwasser in Teilen des Stadtgebiets mit PFAS verunreinigt ist. Deshalb wurde dazu aufgerufen, das dortige Brunnenwasser bis auf Weiteres nicht zu verwenden. Im März 2023 wird die Zahl von 430 betroffenen Einwohnern genannt. Eine Wasserleitung von der Linz AG her für zwei Wassergenossenschaften in der Ortschaft Hart, wo insgesamt 350 Anlieger betroffen sind, kostet 80.000 €. Für das Gebiet mit Hausbrunnen in den Ortschaften Staudach, Jetzing und Felling mit 80 Betroffenen wäre eine 2,7 km lange Leitung mit Kosten von 1 Mio. € nötig. Es gäbe dann Anschlusspflicht im 50 m Radius von der Leitung und Anschlusskosten für die Abnehmer.
Im Januar 2023 wurde in einem von drei untersuchten Hausbrunnen in der Ortschaft Wagram der Nachbargemeinde Pasching ebenfalls PFAS über dem Grenzwert nachgewiesen. Auf Landesebene wird Ursachenforschung betrieben. In Verdacht steht unter anderem der Flughafen Linz-Hörsching, auf dem in der Vergangenheit mit PFAS-haltigem Löschschaum geübt wurde.

#### Salzburg
Am 22. März 2022 gab der Flughafen Salzburg bekannt, dass Löschschäume der Flughafen-Feuerwehr zur Verunreinigung des Grundwassers mit PFAS geführt haben. Die Grundwasserfahne erstreckt sich unter den Stadtteilen Maxglan, Taxham und Liefering. Die Sanierung dieser Altlast wurde eingeleitet. Das Grundwasser bedingt auch eine Belastung an die Oberfläche tretender Quellen. Die Landessanitätsdirektion warnte vor dem Verzehr von Fischen. 2025 klagt der Bauherr Aldi Süd gegen den Flughafen, weil wegen den PFAS im Grundwasser ein Neubau der Konzernzentrale in Maxglan nicht ins Grundwasser hinein gebaut werde durfte. Statt einer Tiefgarage musste eine Hochgarage errichtet werden, wodurch Mehrkosten von über 1 Mio. Euro entstanden, die Aldi einklagt.

#### Steiermark
Eine 2021 veröffentlichte Studie der Agentur für Gesundheit und Ernährungssicherheit zeigte erhöhte PFAS-Belastungen von Trinkwasser und Fleisch im Bezirk Leibnitz. In einer Probe Schweinefleisch wurden rund 5 μg/kg PFAS gemessen. Trinkwasserbrunnen in Lebring wurden daraufhin gesperrt. Ebenfalls betroffen waren Hausbrunnen in der Nachbargemeinde Tillmitsch. Als Ursache gelten Löschübungen der Landesfeuerwehrschule. 2023 bestätigte eine Studie der Universität Graz eine erhöhte Konzentration von PFAS in der Mur in der Nähe von Kläranlagen. Dieselbe Arbeitsgruppe fand Rückstände auf Skipisten, die von Fluor-Verbindungen im Skiwachs herrührten.

### Schweiz
In allen 146 Proben von Schweizer Oberböden wurden PFAS nachgewiesen. Die Mediankonzentration der Summe von acht PFAS (PFBS, PFHxS, PFOS, PFPeA, PFHxA, PFHpA, PFOA, PFNA) lag bei 1,2 μg/kg, das Minimum bei 0,2 μg/kg und das Maximum bei 15,1 μg/kg.
In rund drei Viertel der 55 der im Kanton St. Gallen untersuchten Bäche und Flüsse war das chronische Qualitätskriterium von 2 ng/l für PFOS überschritten, womit die Gefahr einer sekundären Vergiftung von fischfressenden Vögeln und Säugetieren besteht. Die Mediankonzentration lag bei 10 ng/l PFOS, der Maximalwert bei rund 2000 ng/l. In allen untersuchten Bachforellen wurden PFAS nachgewiesen, wobei PFOS sowohl im Filet als auch in der Leber dominierte. Rund ein Drittel der Fische wies eine PFOS-Konzentration auf, die für fischfressende Vögel und Säugetiere problematisch sein kann. Um den von der EFSA festgelegten TWI nicht zu überschreiten, dürfte eine 70 kg schwere Person wöchentlich maximal zwischen 6 und 170 g Bachforellen-Filet verzehren, sofern keine weitere Aufnahme via Lebensmittel erfolgt. Im August 2024 hat der Kanton St. Gallen über die Belastung der Böden in Mörschwil, Eggersriet, Untereggen, Goldach, Altenrhein und St. Margrethen informiert. Bei einigen Betrieben wurden erhöhte PFAS-Werte in Fleisch und Milch festgestellt. Werden gesetzliche Höchstwerte überschritten, dürfen betroffene Produkte nicht mehr in den Verkauf gelangen. Für Milch und Milchprodukte existiert jedoch noch kein solcher Höchstwert. Das benachbarte Appenzell Innerrhoden reagierte im November 2024 mit der Einsetzung einer Fachgruppe durch die Standeskommission, um ein Bild der Belastung zu bekommen, da bis anhin Messungen nur sporadisch und punktuell gemacht worden waren. Im September 2024 gaben die Kantone Basel-Landschaft und Basel-Stadt die Empfehlung ab, maximal einmal pro Monat selbst gefangenen Fisch aus Gewässern beider Basel zu essen. Auch in Fischen aus dem Luganersee wurden Grenzwertüberschreitungen festgestellt.

### Frankreich
In Frankreich wurde z. B. in Zusammenhang mit der früheren Verwendung PFAS-haltiger Löschschäume auf dem Flughafen Basel-Mülhausen eine gesundheitliche Vorsichtsmaßnahme ergriffen: Per Dekret vom 25. April 2025 wurde der Konsum von Leitungswasser zu Trinkwasserzwecken und zur Zubereitung von Babyflaschen ab sofort für empfindliche Personen (Kleinkinder bis 2 Jahre, schwangere Frauen, stillende Frauen, immungeschwächte Personen) in 11 Gemeinden der Agglomération Saint-Louis verboten. Die Verordnung tritt am 5. Mai 2025 in Kraft. Für den Rest der Bevölkerung bleibt der Verbrauch von Leitungswasser aufgrund des von der Agglomeration Saint-Louis umgesetzten Aktionsplans gestattet, der bald eine Wiederherstellung der Konformität des verteilten Wassers ermöglichen werde.

### Entlegene Regionen
Greenpeace veröffentlichte im September 2015 Untersuchungsergebnisse, die zeigen, dass PFAS (Perfluorcarbonsäuren, Perfluorsulfonsäuren, Fluortelomersulfonsäuren, Perfluoroctansulfonamid) in Wasser und Eis entlegener Gebirgsregionen vorhanden sind. Eine Studie der Universität Stockholm aus dem Jahr 2022 kommt zum Schluss, dass die weltweit im Regen gefundenen PFAS-Konzentrationen so hoch sind, dass von der Verwendung des unbehandelten Regenwassers als Trinkwasser abgeraten wird.

### Keine PFAS-Reinigung des Abwassers
PFAS werden in Kläranlagen nicht abgebaut. Vorläuferverbindungen von Perfluoralkylsäuren werden dort lediglich in diese umgewandelt. Die Moleküle sind wegen der inerten C-F-Bindungen extrem persistent und damit weder einem chemischen, physikalischen noch biologischem Klärverfahren zugänglich. Die PFAS werden daher unvermindert in die natürlichen Gewässer freigesetzt, sind aber auch im Klärschlamm enthalten. Auch Verursacherermittlungen zur Herkunft der PFAS im Abwasser gestalten sich schwierig.

### PFAS in Muttermilch und Nahrung
Eine 2006 von Greenpeace in Auftrag gegebene und vom Fraunhofer IME durchgeführte Studie an Pommes frites in mehreren deutschen Städten zeigte einer breiten Öffentlichkeit das Vorkommen von PFAS auch in Lebensmitteln. Internationale Studien zeigen, dass Lebensmittel auf Fischbasis vergleichsweise hohe Gehalte an PFOS, PFHxS und verschiedenen PFCA aufweisen. Der Medianwert des PFAS-Gesamtgehalts in 501 Fischfilets aus Flüssen und Bächen in den Vereinigten Staaten betrug 9,5 μg/kg Frischgewicht, während der Medianwert in Fischen aus den Great Lakes 11,8 μg/kg war. PFOS trug 74 % zum PFAS-Gesamtgehalt bei. Bereits der Verzehr von einem solchen Fischfilet pro Monat führt zu einer deutlichen Erhöhung der PFOS-Konzentration im Blutserum.
Zuvor hatte Fraunhofer IME in einer Pilotstudie PFAS in Muttermilch nachgewiesen. Bei rund 6,5 % der Muttermilchproben aus New Hampshire ist die PFAS-Konzentration so hoch, dass die Exposition der Säuglinge über dem TWI der EFSA liegt (siehe unten).
Die biologischen Halbwertszeiten von PFOA (ca. 2,7 Jahre), PFOS (ca. 4,7 Jahre) und PFHxS (ca. 5,3 Jahre) sind hoch. Die Aufnahme über Nahrungsmittel scheint aufgrund der langen Halbwertszeit und Bioakkumulation langkettiger PFAS-Vertreter im menschlichen Körper die PFAS-Blutgehalte der Durchschnittsbevölkerung im unteren ppb-Bereich erklären zu können. Die den Studien zugrunde liegenden Rechenmodelle weisen allerdings hohe Unsicherheiten auf und können nicht ausschließen, dass auch weitere Quellen signifikant zur Belastung des Menschen beitragen.

#### Trifluoressigsäure und Vorläufer
Trifluoressigsäure, der kürzestkettige Vertreter der PFCA, wurde bis in den einstelligen mg/l-Bereich in pflanzlichen Nahrungsmitteln nachgewiesen.
Das Bundesinstitut für Risikobewertung kommt in seiner Einschätzung von 2024 zu dem Schluss, dass bei bestimmungsgemäßem Gebrauch durch Pflanzenschutzmittelwirkstoffe keine gesundheitlichen Beeinträchtigungen zu erwarten sind. Ein reiner Nachweis ohne konkrete Konzentrationsangaben lässt keine Aussagen über ein mögliches Risiko zu.

## Grenzwerte

### Trinkwasser

#### Deutschland
Obwohl die Gefährdung durch PFAS bereits seit Jahren bekannt ist, gibt es bis dato keinerlei Verpflichtung für Wasserversorger, das von ihnen bereitgestellte Trinkwasser entsprechend zu untersuchen – dies führt dazu, dass es keine zuverlässigen flächendeckenden Datensätze bezüglich möglicher PFAS-Belastung gibt. Die deutsche Trinkwasserverordnung enthält für die Gruppe der PFAS (PFOA, PFOS u. a.) bis zum 11. Januar 2026 keine spezifischen Grenzwerte. Das Umweltbundesamt empfahl 2006 folgende Höchstwerte:
- 100 ng/l: „Gesundheitlicher Orientierungswert“ – Zielwert für das Trinkwasser bei lebenslanger Exposition
- 300 ng/l: „Lebenslang gesundheitlich duldbarer Leitwert für alle Bevölkerungsgruppen“
- 500 ng/l: „Vorsorglicher Maßnahmewert für Säuglinge (und Schwangere)“
- 5 μg/l: „Maßnahmewert für Erwachsene“ – Als Trinkwasser „nicht mehr verwendbar“ (Werte von 1,5 bis 5 μg/l sind bis zu 1 Jahr tolerierbar)

Die Höchstwerte gelten für die Summe der verschiedenen PFAS wie PFOA, PFOS u. a. Aufgrund lückenhafter Daten und unklarer Risikobewertung fand eine allgemeine Bezugnahme auf die Empfehlung für „teil- oder nicht bewertbare“ Stoffe statt. Diese sehen für „schwach bis nicht gentoxische Stoffe“ einen „pragmatischen gesundheitlichen Orientierungswert“ von generell 0,1 μg/l vor.
Ab dem 12. Januar 2026 bzw. 12. Januar 2028 gelten folgende Grenzwerte:
- 100 ng/l: Summe PFAS-20 (Perfluorcarbonsäuren und Perfluorsulfonsäuren mit Kohlenstoffkettenlängen von 4 bis 13)
- 20 ng/l: Summe PFAS-4 (PFOA, PFNA, PFHxS, PFOS)

#### EU
In der Neufassung der Europäischen Trinkwasserrichtlinie – Richtlinie (EU) 2020/2184 – vom 16. Dezember 2020 ist die Anwendung summarischer Ansätze gefordert und bis zum 12. Januar 2024 legt die Kommission technische Leitlinien bezüglich der Analyseverfahren zur Überwachung von PFAS im Rahmen der Parameter PFAS gesamt und Summe der PFAS fest, einschließlich Nachweisgrenzen Parameterwerten und Häufigkeit der Probenahmen. Die Mindestanforderungen lauten:
- 500 ng/l: PFAS gesamt (Summe aller PFAS)
- 100 ng/l: Summe der PFAS (Summe von 20 PFAS – Perfluorcarbonsäuren und Perfluorsulfonsäuren mit Kohlenstoffkettenlängen von 4 bis 13)

Der Wissenschaftliche Ausschuss für Gesundheit, Umwelt- und neu aufkommende Risiken (SCHEER) stufte die Mindestanforderung von 0,5 μg/l für die Summe aller PFAS als deutlich zu hoch ein, verglichen mit der von der EFSA festgelegten tolerierbaren wöchentlichen Aufnahmemenge (TWI, siehe unten).

#### Dänemark
2021 legte Dänemark den Höchstwert basierend auf das Assessment der EFSA (siehe unten) wie folgt fest:
2 ng/l: Summe von PFOA, PFNA, PFHxS, PFOS

#### Schweden
Seit Anfang 2023 gelten in Schweden zwei Höchstwerte – einer für die vier im Assessment der EFSA (siehe unten) berücksichtigten PFAS und einer für 21 PFAS:
- 4 ng/l: Summe von PFOA, PFNA, PFHxS, PFOS
- 100 ng/l: Summe der Perfluorcarbonsäuren und Perfluorsulfonsäuren mit Kohlenstoffkettenlängen von 4 bis 13 sowie von 6:2-FTS

#### USA
Die Trinkwasserrichtwerte für die lebenslange Exposition wurden im Juni 2022 neu festgelegt:
- 4 pg/l: PFOA
- 20 pg/l: PFOS
- 2 μg/l: PFBS
- 10 ng/l: HFPO-DA (GenX)

Im Jahr 2002 hatte der PFOA-Trinkwasserrichtwert in West Virginia noch 150 μg/l betragen, was dem 37,5-Millionen-Fachen des heutigen Werts entspricht.
Im März 2023 schickte die US EPA einen Vorschlag mit rechtlich durchsetzbaren Trinkwasser-Höchstwerten von je 4 ng/l für PFOS und PFOA in die Vernehmlassung.
Im April 2024 wurden erstmals landesweite Grenzwerte für Leitungswasser bzw. Trinkwasser angekündigt. PFAS wurden in ca. 45 % des Trinkwassers in den USA festgestellt; PFOA, PFOS würden das höchste Risiko für Menschen darstellen.

#### Kanada
Im März 2023 schickte Health Canada einen Vorschlag mit einem Trinkwasser-Höchstwert von 30 ng/l für die Summe von mindestens 18 PFAS in die Vernehmlassung. Im August 2024 wurde der Trinkwasser-Höchstwert für die Summe von 25 PFAS verabschiedet.

#### Schweiz
In der Schweiz wurde in der Verordnung des EDI über Trinkwasser sowie Wasser in öffentlich zugänglichen Bädern und Duschanlagen (TBDV) bisher für drei PFAS Höchstwerte festgelegt: Je 0,3 µg/l für PFOS und PFHxS und 0,5 µg/l für PFOA.

### Umweltqualitätsnorm
Für den Schutz vor gesundheitsschädlichen Auswirkungen beim Verzehr von mit PFOS belasteten Fischen wurde die Umweltqualitätsnorm für PFOS in Binnenoberflächengewässern durch die Wasserrahmenrichtlinie auf 0,65 ng/l im Jahresdurchschnitt festgelegt. Für die Summe von 24 PFAS schlug die EU-Kommission 2022 eine Umweltqualitätsnorm von 4,4 ng/l PFOA-Äquivalenten vor.

### Nahrungsmittel
Wenn in der EU folgende Richtwerte überschritten werden, soll eine Untersuchung der Ursachen der Kontamination durchgeführt werden:
- 10 ng/kg für PFOS, 10 ng/kg für PFOA, 5 ng/kg für PFNA und 15 ng/kg für PFHxS in Obst, Gemüse sowie stärkehaltigen Wurzeln und Knollen
- 1,5 μg/kg für PFOS, 10 ng/kg für PFOA, 5 ng/kg für PFNA und 15 ng/kg für PFHxS in Wildpilzen
- 20 ng/kg für PFOS, 10 ng/kg für PFOA, 50 ng/kg für PFNA und 60 ng/kg für PFHxS in Milch
- je 50 ng/kg für PFOS, PFOA, PFNA und PFHxS in Beikost

Für tierische Produkte gelten zudem seit dem 1. Januar 2023 gemäß Verordnung (EG) Nr. 1881/2006 in der EU bzw. seit dem 1. Februar 2024 gemäß Kontaminantenverordnung in der Schweiz folgende Höchstgehalte:
| Erzeugnis                                                              | PFOS | PFOA | PFNA | PFHxS | Summe |
| ---------------------------------------------------------------------- | ---- | ---- | ---- | ----- | ----- |
| Eier                                                                   | 1    | 0,3  | 0,7  | 0,3   | 1,7   |
| Muskelfleisch von Fischen generell (ausgenommen für Beikost)           | 2    | 0,2  | 0,5  | 0,2   | 2     |
| Muskelfleisch von Fischen bestimmter Arten A (ausgenommen für Beikost) | 7    | 1    | 2,5  | 0,2   | 8     |
| Muskelfleisch von Fischen bestimmter Arten B (ausgenommen für Beikost) | 35   | 8    | 8    | 1,5   | 45    |
| Muskelfleisch von Krebstieren und Muscheln                             | 3    | 0,7  | 1    | 1,5   | 5     |
| Fleisch von Rindern, Schweinen und Geflügel                            | 0,3  | 0,8  | 0,2  | 0,2   | 1,3   |
| Fleisch von Schafen                                                    | 1    | 0,2  | 0,2  | 0,2   | 1,6   |
| Schlachtnebenerzeugnisse von Rindern, Schafen, Schweinen und Geflügel  | 6    | 0,7  | 0,4  | 0,5   | 8     |
| Fleisch von Wild (ausgenommen von Bären)                               | 5    | 3,5  | 1,5  | 0,6   | 9     |
| Schlachtnebenerzeugnisse von Wild (ausgenommen von Bären)              | 50   | 25   | 45   | 3     | 50    |

### Humanexposition gesamt
Die tolerierbare tägliche Aufnahmemenge (tolerable daily intake, TDI) für alle Risikogruppen (inkl. Säuglinge) wird vom deutschen Umweltbundesamt mit 0,1 μg pro kg Körpergewicht und Tag angegeben. Dies bedeutet bei einem 70 kg schweren Erwachsenen eine erlaubte Zufuhr von 7 μg am Tag. Die Werte berücksichtigen nicht eine mögliche allgemeine Hintergrund-Exposition, etwa über die Nahrung. So wurde in Großbritannien allein für PFOS eine durchschnittliche Aufnahme über die Nahrung bei Erwachsenen von 0,13 μg/kg Körpergewicht pro Tag ermittelt.
Die Europäische Behörde für Lebensmittelsicherheit (EFSA) hat die tolerierbare wöchentliche Aufnahmemenge (englisch tolerable weekly intake, TWI) im Dezember 2018 auf 13 ng pro kg Körpergewicht und Woche für PFOS und 6 ng pro kg Körpergewicht und Woche für PFOA gesenkt. Es wurde festgestellt, dass die Exposition eines namhaften Anteils der Bevölkerung höher ist als diese Werte. Im September 2020 hat die EFSA den TWI für die Summe von vier PFAS – PFOA, PFNA, PFHxS und PFOS – auf 4,4 ng pro kg Körpergewicht und Woche gesenkt. Dies bedeutet bei einem 70 kg schweren Erwachsenen eine tolerierte Zufuhr von 0,3 μg pro Woche.

## Verbote
Am 12. Dezember 2006 beschlossen das Europaparlament und der EU-Ministerrat ein Verbot von PFOS. Die Europäische Kommission hatte zunächst eine Grenze von 0,1 Prozent vorgeschlagen. Mit der am 26. Oktober 2007 in Kraft getretenen 11. Verordnung zur Änderung chemikalienrechtlicher Verordnungen gemäß der Richtlinie 2006/122/EG des europäischen Parlaments und des Rates vom 12. Dezember 2006 dürfen seit 27. Juni 2008 Perfluoroctansulfonate (PFOS; Perfluoroctansulfonsäure, -metallsalze, -halogenide, -amide und andere Derivate einschließlich Polymere) und Zubereitungen mit einem Massengehalt von 0,005 % PFOS oder mehr mit wenigen Ausnahmen nicht mehr verwendet werden. Mit EU-Verordnung Nr. 757/2010 vom 24. August 2010 wurde der Grenzwert auf 0,001 % reduziert, nachdem PFOS, ihre Salze und Perfluoroctansulfonylfluorid 2009 in den Anhang B des Stockholmer Übereinkommens aufgenommen wurde. Mit diesem Grenzwert ist es aktuell durch die sogenannte POP-Verordnung (Verordnung (EU) 2019/1021) reguliert. Die Verordnung (EU) Nr. 757/2010 wurde dagegen aufgehoben.
PFOA inkl. ihrer Salze und verwandter Verbindungen wurde 2019 in den Anhang A des Stockholmer Übereinkommens aufgenommen. In der Europäischen Union wurde dieses Verbot am 8. April 2020 mit der Delegierten Verordnung (EU) 2020/784 umgesetzt. In Gemischen liegt die Obergrenze für PFOA bei 25 ppb und für PFOA-Vorläuferverbindungen bei 1000 ppb. Es gelten allerdings einige (teilweise zeitlich befristete) Ausnahmen, z. B. für die Verwendung in Schaummitteln für Feuerwehren.
PFHxS inkl. ihrer Salze und verwandter Verbindungen wurden 2022 von der Vertragsparteienkonferenz in den Anhang A aufgenommen. In der EU wurde dieses Verbot am 30. Mai 2023 mit der Delegierten Verordnung (EU) 2023/1608 umgesetzt.
PFHxA inkl. ihrer Salze und verwandter Verbindungen wurden 2024 in die REACH-Verordnung aufgenommen.
Weiterhin gibt es, insbesondere in der EU, Bestrebungen weitere PFAS zu regulieren oder PFAS in bestimmten Anwendungen wie z. B. Schaummittel für Feuerwehren zu verbieten.
Nach dem 12. August 2026 dürfen keine Lebensmittelverpackungen mehr in Verkehr gebracht werden, die PFAS oberhalb festgelegter Grenzwerte enthalten.
In der EU wurden PFOA, PFHxS, HFPO-DA, PFBS, PFHpA, die C9–C14-Perfluorcarbonsäuren (PFNA, PFDA, PFUnDA, PFDoDA, PFTrDA, PFTeDA) sowie ein Reaktionsgemisch aus Perfluor(N-propylmorpholin) und Perfluor(N-isopropylmorpholin) als SVHC-Stoffe bewertet.

### Verbote in den USA
Im US-Bundesstaat Maine werden nicht-essentielle PFAS per 2030 verboten.
In Washington ist der Verkauf von PFAS-haltigen Löschmitteln seit 2020, deren Verwendung für Übungszwecke bereits seit 2018 verboten.
Im Bundesstaat Minnesota sind PFAS ab 2025 nicht mehr erlaubt.

### Geplantes Verbot von PFAS im europäischen Wirtschaftsraum (EWR)
Im Jahr 2019 forderte der EU-Ministerrat die Europäische Kommission auf, einen Aktionsplan zu entwickeln, um alle nicht wesentlichen Verwendungen von PFAS zu eliminieren. Grund dafür sind die zunehmenden Beweise für nachteilige Auswirkungen, die durch die Exposition gegenüber diesen Stoffen verursacht werden, das weit verbreitete Vorkommen von PFAS in Wasser, Böden, Gegenständen und Abfällen und die Bedrohung, die es für das Trinkwasser darstellen kann. Auf Initiative der Niederlande und unter der Co-Leitung von Deutschland haben diese Länder gemeinsam mit Dänemark, Norwegen und Schweden einen sogenannten Beschränkungsvorschlag auf der Grundlage der REACH-Verordnung eingereicht, um im EWR ein Verbot der Herstellung, Verwendung, des Verkaufs und des Imports von PFAS zu erreichen. Der Vorschlag besagt, dass ein Verbot notwendig ist für alle Verwendungen von PFAS, mit unterschiedlichen Zeiträumen für unterschiedliche Anwendungen, wenn das Verbot in Kraft tritt (unmittelbar nach Inkrafttreten der Beschränkung, 5 Jahre danach oder 12 Jahre danach), je nach Funktion und Verfügbarkeit von Alternativen. Der Vorschlag hat die Verwendung von PFAS in Arzneimitteln, Pflanzenschutzmitteln und Bioziden nicht bewertet, da für diese Stoffe besondere Vorschriften gelten (Biozid-Verordnung, Pflanzenschutzmittelverordnung, Medizinprodukte-Verordnung), die über ein explizites Zulassungsverfahren verfügen, das sich auf Risiken für Gesundheit und Umwelt konzentriert.
Der Vorschlag wurde am 13. Januar 2023 eingereicht und am 7. Februar desselben Jahres von der Europäischen Chemikalienagentur (ECHA) veröffentlicht. Vom 22. März bis 21. September 2023 können Bürger, Unternehmen und andere Organisationen den Vorschlag im Rahmen einer öffentlichen Konsultation kommentieren. Basierend auf den Informationen im Beschränkungsvorschlag und der Konsultation, verfassen die zwei ECHA-Ausschüsse RAC und SEAC jeweils eine Stellungnahme zu den Risiken und sozioökonomischen Aspekten der vorgeschlagenen Beschränkung. Innerhalb eines Jahres nach Veröffentlichung werden die Stellungnahmen an die Europäische Kommission übermittelt, die dann einen endgültigen Vorschlag unterbreitet, der den EU-Mitgliedstaaten zur Diskussion und Entscheidung vorgelegt wird. Achtzehn Monate nach der Veröffentlichung des Beschränkungsentscheids wird das Verbot in Kraft treten. Natürlich kann die Beschränkung vom Vorschlag abweichen.
Am 23. Januar 2023 erschien ein Bericht auf der Seite tagesschau.de unter dem Titel „Streit um Chemikalien / Wie Bayer, BASF & Co für PFAS lobbyieren.“
Im August 2023, zwei Monate vor Ende der öffentlichen Konsultation, wandten sich große deutsche Industrieverbände aus Automobilbau, Maschinenbau und Elektro- und Digitalindustrie gemeinsam gegen ein Verbot mit der Begründung, dass damit die Energie- und Mobilitätswende ausgebremst würde. Sie wurden dabei vom deutschen Wirtschaftsminister Robert Habeck unterstützt. Für gewisse Verwendungen von PTFE beispielsweise gibt es noch keine gleichwertigen Alternativen. Jedoch brauchte es auch einen Ansporn, nach Alternativen zu suchen: PFAS kommen unter anderem als wasserabweisende Beschichtung für beispielsweise Jacken zum Einsatz. Nachdem Greenpeace der Outdoor-Branche öffentlich Druck machte, tauchten Alternativen auf dem Markt auf. Diese waren anfangs weder hundertprozentig dicht noch ähnlich pflegeleicht – mittlerweile seien die PFAS-freien Beschichtungen aber ebenso funktional.

## Wissenschaftspolitische Bestrebungen
Die Zürcher Erklärung betont, dass in den letzten zwei Jahrzehnten zwar bekannte alte PFAS wie PFOS und PFOA umfassend untersucht und auf ihre identifizierten gefährlichen Eigenschaften hin reguliert wurden, dass jedoch nur sehr wenige Informationen über die derzeitigen Anwendungen und potenziellen Gefahren vieler anderer PFAS existieren. Vorgeschlagen wird
- eine verstärkte Zusammenarbeit beim Sammeln von Informationen, um kritische Datenlücken zu schließen,
- die Entwicklung neuartiger Konzepte zur Fokussierung auf sehr persistente Stoffe sowie
- die Durchführung gemeinsamer Bewertungen für Gruppen von PFAS.[197]

In der Zürcher Erklärung II wird u. a. betont, dass ein besseres Verständnis der Emissionen und des Ausmaßes der Verschmutzung in mehr Weltregionen Welt erforderlich ist.
Die Erklärungen bauen auf früheren Aufforderungen von Wissenschaftlern zu PFAS auf, namentlich auf die Helsingør-Erklärung von 2014 sowie die Madrider Erklärung von 2015. Dort wird ein Vorsorgeansatz für den Einsatz von PFAS sowie ein Übergang zur Entwicklung und Nutzung weniger persistenter oder nicht-chemischer Alternativen propagiert.
Die EU-Kommission plante, PFAS als Gruppe einer Beschränkung zu unterziehen und dabei deren Anwendungen basierend auf einer Publikation von 2019 in nicht-essentielle, substituierbare und essentielle einzuteilen.

## Filmographie
- The Devil We Know – Das unsichtbare Gift (Doku, USA 2018)
- Vergiftete Wahrheit (Drama, USA 2019)
- GenX: A Chemical Cocktail (Doku, USA 2019)
- Das Jahrhundertgift von Lea Busch und Johannes Edelhoff in: Panorama vom 29. September 2022, Video in der ARD-Mediathek
- Weitere Filme & Videos bei Military Poisons, einer Projektseite der WILPF